# 2003 WO193
2003 WO193, também escrito como 2003 WO193, é um objeto transnetuniano que está localizado no Cinturão de Kuiper, uma região do Sistema Solar. Ele possui uma magnitude absoluta de 8,3 e tem um diâmetro estimado de cerca de 96 km.

## Descoberta
2003 WO193 foi descoberto no dia 29 de novembro de 2003.

## Órbita
A órbita de 2003 WO193 tem uma excentricidade de 0,186 e possui um semieixo maior de 38,631 UA. O seu periélio leva o mesmo a uma distância de 31,438 UA em relação ao Sol e seu afélio a 45,824 UA.